# Ferme de la Grosse Tour
La ferme de la Grosse Tour, appelée aussi ferme de la Tour, ou encore Grande Cense à Burdinne, est une ferme-château datant des XVIe siècle, XVIIe siècle, et XVIIIe siècle située dans le village de Burdinne dans la Province de Liège en Belgique. 
Elle forme un quadrilatère fermé. Les murs sont de briques, avec des soubassements en calcaire, grès et silex. Un porche-colombier donne accès à la cour. C'est lui qui donne son nom « Grosse Tour » à l'ensemble. Son implantation est située en bordure du village et tournée vers les champs .
Le porche- colombier donne accès à la haute-cour.

## Architecture et histoire
Le développement de la ferme est rectangulaire. Ce plan de la ferme de Burdinne est une amplification du dispositif « en carré » plus fréquent, qui se forme au fur et à mesure de l'extension des terres cultivées par l'exploitant, en partant de plans en longs et perpendiculaires mono-cellulaires jusqu'à des amplifications de dispositifs plus vastes.
Côté cour, l'arcade en plein cintre de calcaire a été remaniée. La clef du cintre porte une date « 1715 » difficilement lisible.
Le corps de logis, situé à gauche en entrant, date du XVIe siècle mais a été agrandi au XVIIe siècle. 
Les écuries sont situées au fond de la cour et sont percées de diverses ouvertures similaires, dont certaines sont jumelées  et surmontées de linteaux en anse de panier échancrés imposants.
Ils datent de la première moitié du XVIIe siècle.

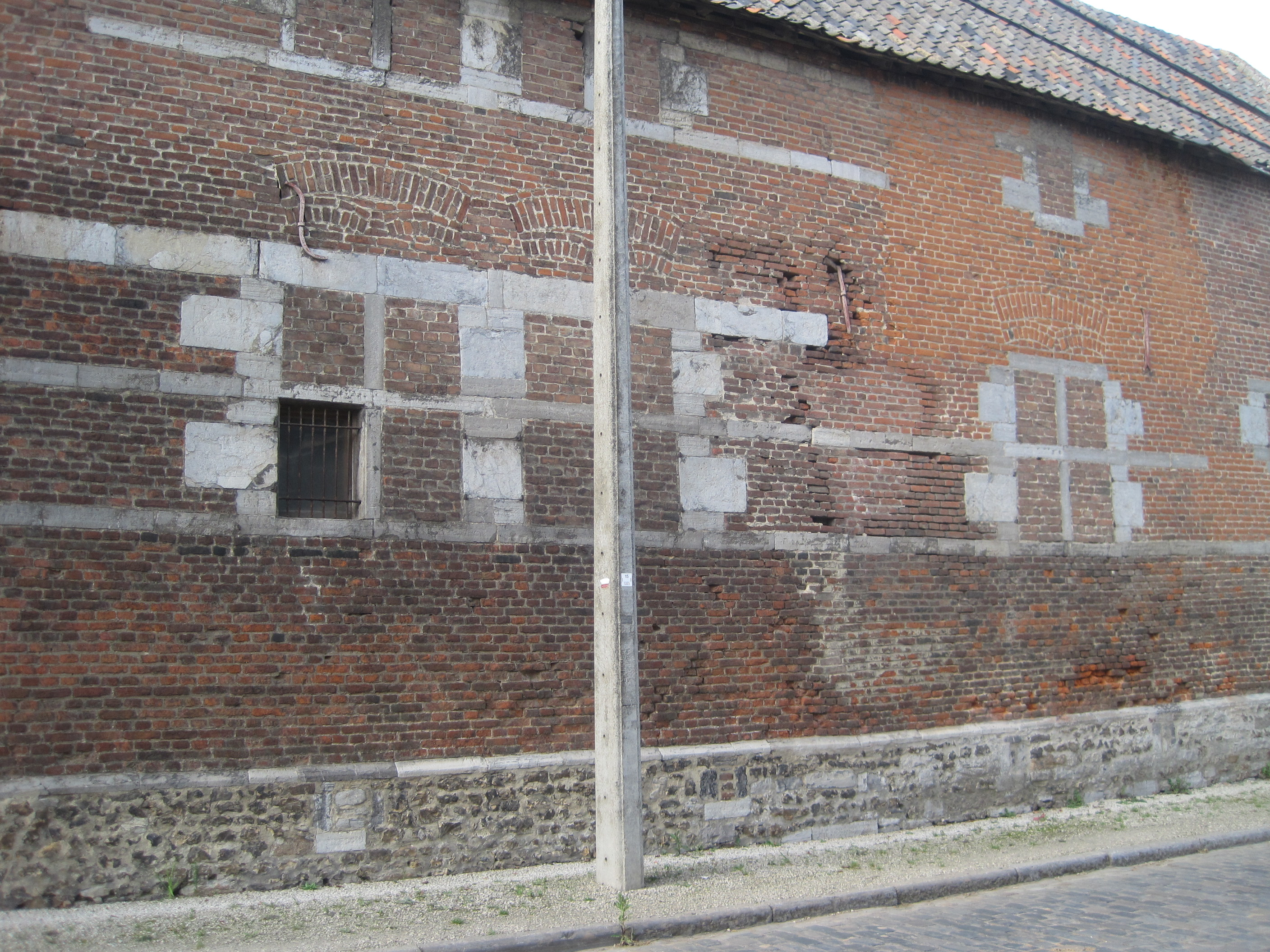
Croisées aveugles

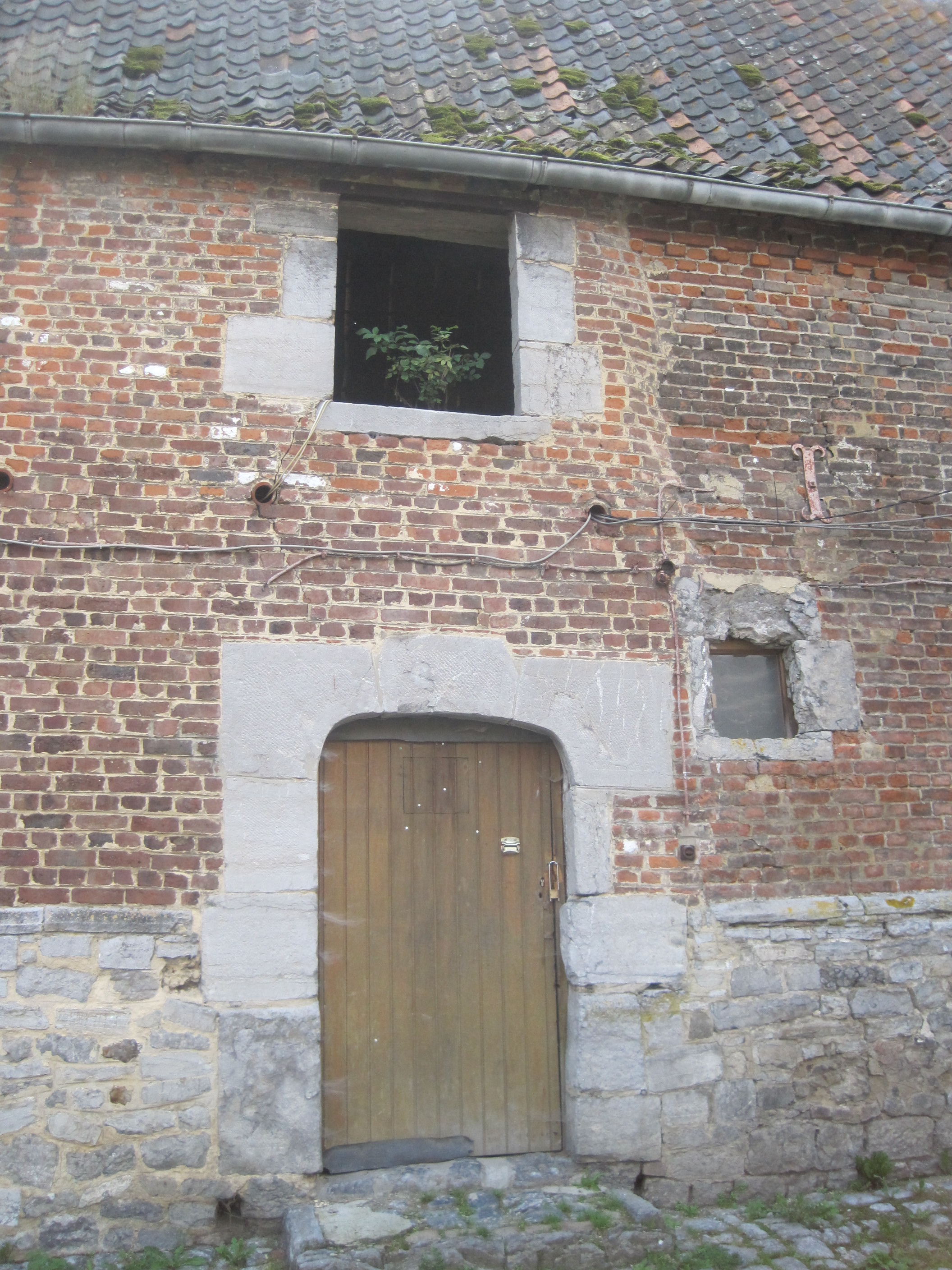
Porte d'écurie

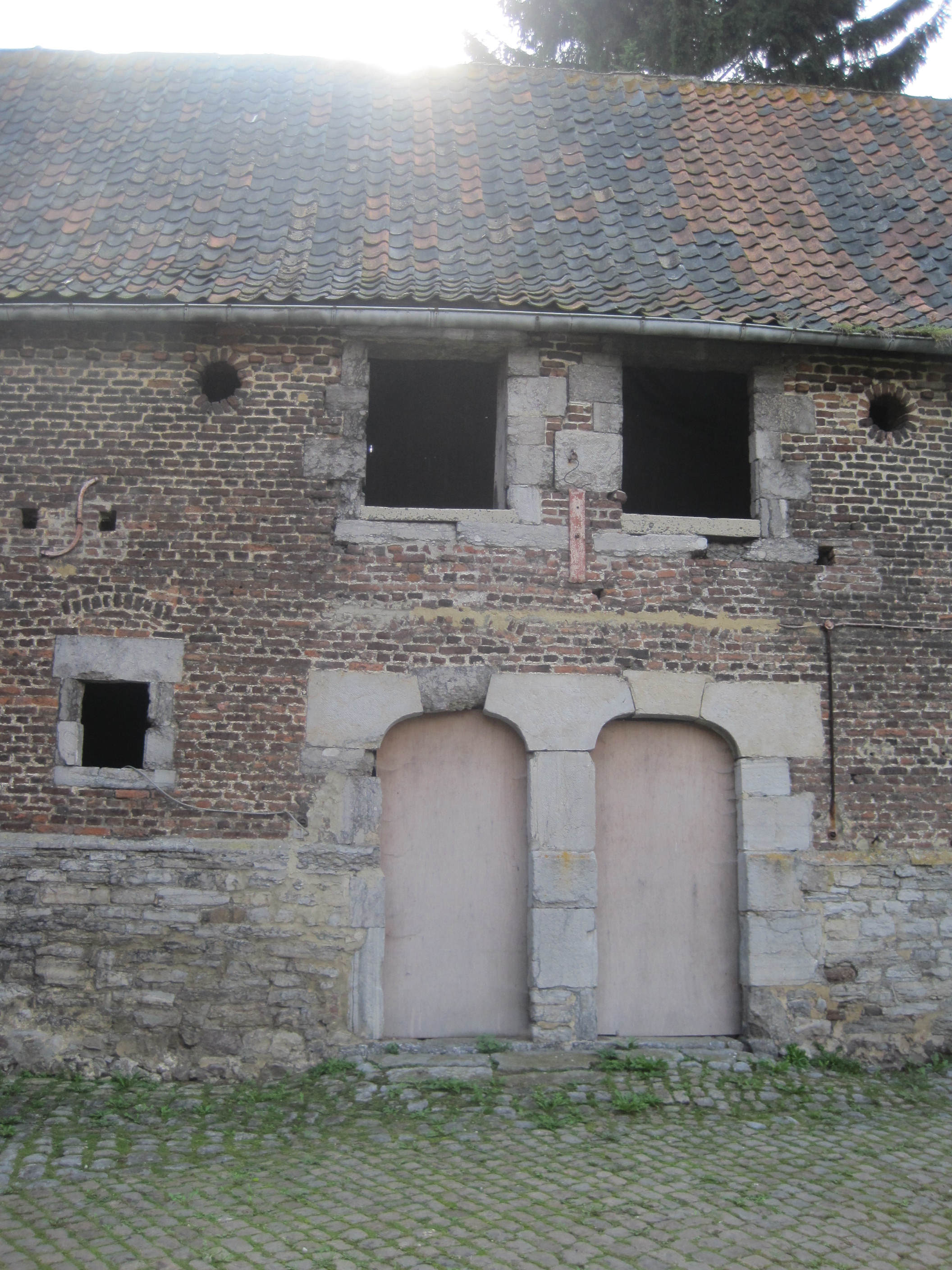
Portes d'écuries

En face du logis, à droite en entrant, une vaste grange est accessible par une porte charretière surmontée d'un arc en plein cintre. Ce bâtiment a brûlé partiellement en 1966.
En face du logis principal et du porche, un puits datant de la fin du XVIIIe siècle sépare la basse-cour de la haute-cour. La bâtisse qui occupe l'espace en bas de la cour est appelé aussi « le château » vu les dimensions et la décoration de sa façade avec ses fenêtres à croisées, traverses et meneaux typiques de l'architecture mosane du XVIIe siècle.
Les fenêtres à croisée et à traverse éclairent deux niveaux d'habitation complets sous un rang
de petites baies à hauteur du grenier. L'ensemble des ouvertures et la dimension du bâti donne à ce corps de logis un aspect monumental.
La décoration intérieure de cette habitation principale est riche et reflète le statut social des occupants : escalier en chêne, plafonds décorés de stucs, cheminées en marbre de Saint-Rémy,. Dans les murs extérieurs, le long de la chaussée plusieurs ouvertures aveugles subsistent avec leur encadrement de pierre calcaire, des meneaux et des passages charretiers réalisés au XVIIe siècle lors d'un agrandissement puis refermés au XIXe siècle.
C'est la famille d'Auvin qui fut la première occupante au XVIe siècle. Guillaume d'Auvin était échevin à la cour de justice de Burdinne. Au XVIIe siècle c'est la famille Fumal de Burdinne qui l'occupe. La ferme de la Grosse Tour est encore désignée sous le nom « Ferme de Marneffe ». Ce nom lui vient des propriétaires exploitants du nom de Marneffe qui en ont été les occupants de 1854 à 1973.
Depuis 1994 la ferme a été acquise par la commune de Burdinne. Elle a été classée en 1998 et abrite les bureaux du Parc Naturel  et la Maison du Tourisme de la Burdinale et de la Mehaigne.  

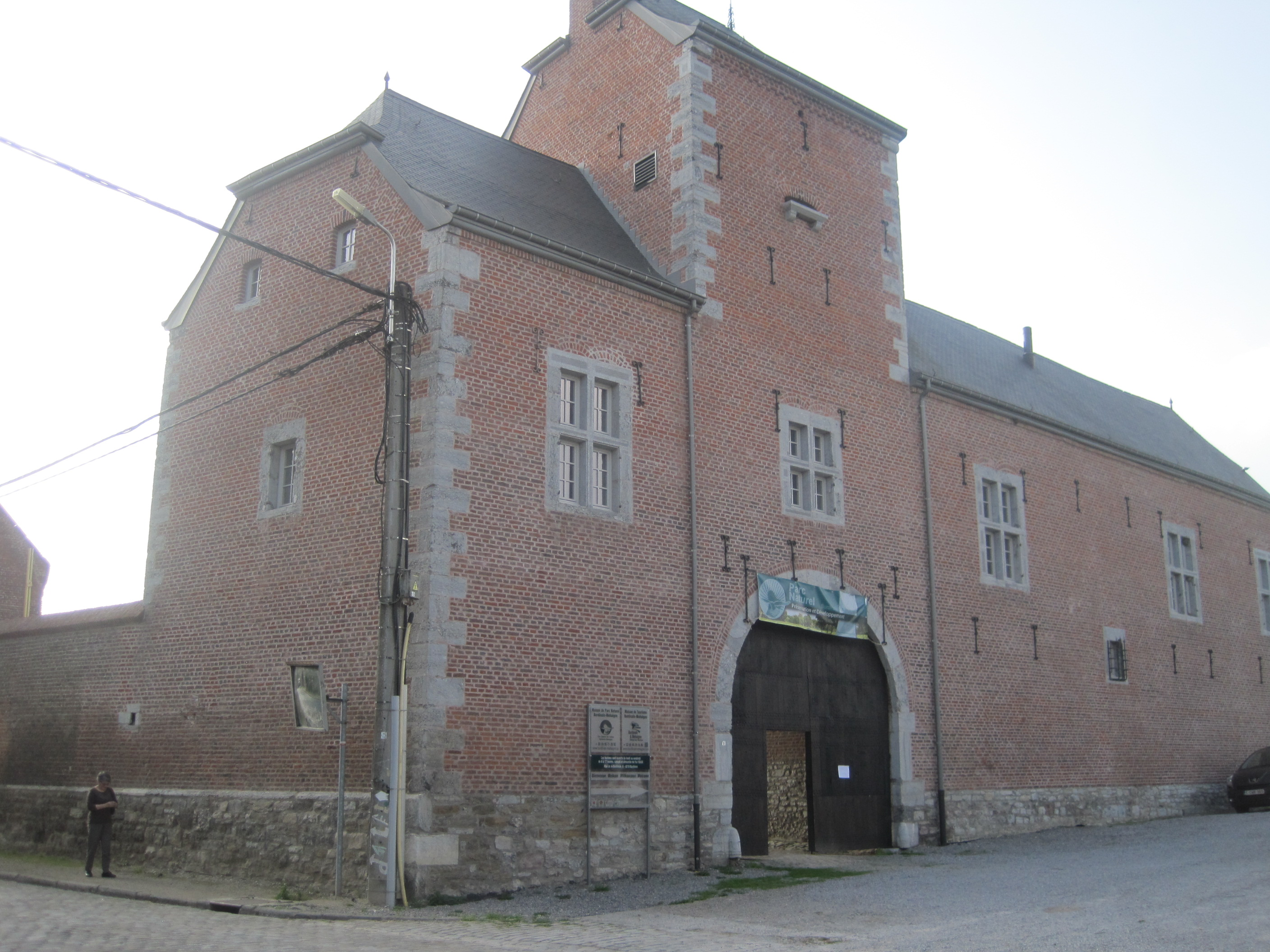
Ferme de la Grosse tour- façade à rue